# Leeds and Liverpool Canal
Het Leeds and Liverpool Canal is een kanaal in het noorden van Engeland dat Liverpool aan de Ierse Zee, verbindt met Leeds, in West Yorkshire. Het kanaal is 205 km lang, en overwint een maximaal hoogteverschil van 149 meter met 91 schutsluizen. Er zijn twee zijarmen op het kanaal, waardoor er verbindingen ontstaan met het Bridgewater Canal te Leigh en met de Douglas te Tarleton. De meeste sluizen meten 18,3 m x 4,3 m geschikt voor de boten die reeds gebruikt werden op de Aire en de Humber, de sluizen op het traject Liverpool - Wigan en op de verbinding met het Bridgewater Canal zijn 22 m lang zodat ze de boten gebruikt op de Douglas rivier aankunnen.
Het oorspronkelijke eindpunt was Clarke's Basin in Liverpool, dit is ondertussen vervangen door een directe verbinding met de haven via Stanley Dock. In Leeds sluit het kanaal aan op het netwerk van de Aire en Calder dat via de Ouse toegang geeft tot de Humber en de Noordzee.

## Geschiedenis
In het midden van de 18e eeuw kenden de steden van Yorkshire zoals Leeds, Wakefield en Bradford een hoge economische groei. Naar het oosten toe was de afvoer van goederen verzekerd door het Aire en Calder kanaalnetwerk, naar het westen was men afhankelijk van het onbetrouwbaar wegtransport. In Liverpool op de westkust waren de handelaars in de haven eveneens beperkt in hun mogelijkheden om geïmporteerde goederen tot bij de potentiële verbruikers in de steden van Yorkshire te transporteren. Geïnspireerd door het gunstige effect van het pas geopende Bridgewater Canal, werd duidelijk dat er grote voordelen te verwachten waren van een kanaal dat de west- en oostkust zou verbinden dwars doorheen de Pennines.
Op 2 juli 1766 werd te Bradford een openbare vergadering gehouden om de bouw van een dergelijk kanaal op te zetten. John Longbotham werd aangeworven om een tracé uit te tekenen. Twee groepen werden gevormd om het project te promoten, een in Liverpool en een in Bradford. De Liverpoolgroep was ontevreden over de door Longbotham voorgestelde route omdat die te noordelijk liep en hierdoor de aansluiting bij de steden en kolenvelden van Zuid-Lancashire zou missen. Een tegenvoorstel werd ingediend doch afgewezen door de Bradfordgroep wegens te duur. James Brindley, de waterbouwkundige verantwoordelijk voor het Bridgewater Canal, werd ingeroepen om te arbitreren en weerhield het noordelijke traject van Longbotham, doch tijdens de constructie zouden een aantal aanpassingen tegemoetkomen aan de wensen van de Liverpoolgroep.
In mei 1770 werd bij wet de toelating tot bouwen goedgekeurd, Brindley werd aangesteld als hoofdingenieur en Longbotham als administratief werkleider. Na de door van Brindley in 1772 nam Longbotham ook zijn taken voor zijn rekening.
In 1774 was het kanaal afgewerkt van Skipton tot Shipley, inclusief de Bingley Five Rise Locks en Bingley Three Rise Locks, het aquaduct over de Aire, en het kanaalpand naar Bradford. Aan de westzijde, was de sectie van Liverpool tot Newburgh uitgegraven. In 1777 was het kanaal aan de oostzijde reeds doorgetrokken tot Leeds waar het aansloot op het Aire & Calder netwerk. Hiermee waren alle fondsen opgebruikt en na het afwerken van de verbinding met de Douglas vielen de werken in 1781 stil.
In 1789 werden nieuwe plannen voor een aangepaste route ingediend door Robert Withworth. Deze voorzagen in een tunnel te Foulridge en een meer zuidelijk tracé in Lancashire. Dit voorstel werd in 1790 bij wet goedgekeurd, tegelijk met het samenbrengen van nieuwe fondsen. In 1794 werd nogmaals op zoek gegaan naar meer geld toen bleek dat de bouw van de tunnel moeilijker en duurder uitviel dan voorzien. De opening van de 1.500 m lange tunnel volgde in 1796. De nieuwe route liep via Burnley en Blackburn dat echter slechts in 1810 bereikt werd. Het hoofdkanaal dat nabij Wigan een aansluiting kreeg met het Lancaster Canal was volledig klaar in 1816.
Door de lange bouwtijd van bijna 40 jaar was het Leeds and Liverpool Canal niet de eerste oost-westverbinding door de Pennines, het Huddersfield Narrow Canal en het Rochdale Canal waren eerder afgewerkt, doch de keuze voor bredere sluizen en de aanwezigheid van zware industrie langs het kanaal zouden ervoor zorgen dat het in tegenstelling tot deze twee langer in gebruik zou blijven voor vrachtverkeer en nooit met sluiting bedreigd werd.